# Rolf Fringer
Rolf Fringer (* 26. Januar 1957 in Adliswil, Schweiz) ist ein österreichischer Fußballtrainer und Fernseh-Experte. Er ist insbesondere in der Schweiz tätig und war von 1996 bis 1997 Schweizer Nationalteamtrainer.

## Karriere

### Vereinstrainer
Die größten Erfolge waren für Fringer der Gewinn der Schweizer Meisterschaft mit dem FC Aarau (1993) und dem Grasshopper Club Zürich (1998). Von April 2006 bis zum 8. Oktober 2007 war Fringer beim Schweizer Super-League-Verein FC St. Gallen angestellt. Ende Oktober 2008 wurde Fringer vom FC Luzern verpflichtet, am 2. Mai 2011 wurde er entlassen. Am 30. März 2012 gab der FC Zürich bekannt, dass Fringer ab dem 1. Juli 2012 als Trainer arbeiten wird. Am 26. November 2012 wurde er dort freigestellt.

### Schweizer Nationalmannschaft
Am 31. August 1996 übernahm er von seinem Vorgänger Artur Jorge das Traineramt für die Schweizer Fussballnationalmannschaft. Nachdem diese in den Qualifikationsspielen für die Endrunde der Fußball-Weltmeisterschaft 1998 in Frankreich klar gescheitert war – nicht zuletzt wegen der in der Schweiz als Blamage empfundenen 0:1-Niederlage im Auftaktspiel gegen Aserbaidschan in Baku –, wurde er nach elf Spielen (vier Siege, ein Remis und sechs Niederlagen) am 11. Oktober 1997 von Gilbert Gress als Coach abgelöst.

### Sportchef
Ab 2015 war Fringer der Sportchef des FC Luzern. Am 7. Januar 2016 wurde er freigestellt.

### TV-Experte
Mit Beginn der Super League 2017/18 im Juli 2017 gehört Fringer zum Experten-Team von Blue Sport. Nach einem Ligaspiel des FC Sion beim FC Lugano am 21. September 2017 wurde Fringer von Sion-Präsident Christian Constantin tätlich angegriffen. Fringer kündigte an, Strafanzeige wegen Körperverletzung einzureichen. Ende 2017 versöhnten sich die beiden.

## Privates
Fringer ist verheiratet und hat zwei Kinder. Er wohnt in Hergiswil im Kanton Nidwalden.

## Auszeichnungen
- Schweizer Fussballtrainer des Jahres 1993 + 1995 (FC Aarau)